# Aristonous (Bildhauer)
Aristonous (altgriechisch Ἀριστόνους) war ein griechischer Bildhauer aus Aigina, der im späten 6. oder in der ersten Hälfte des 5. Jahrhunderts v. Chr. tätig war.
Er wird bei Pausanias als der Erschaffer einer Statue des Zeus genannt, die von Metapont als Votivgabe an das Zeusheiligtum Olympia gestiftet wurde. Pausanias beschreibt die Statue als eine nach Osten gewandte und mit Blitz und Adler in den Händen ausgestattete sowie mit Lilien bekränzte Gottheit, gibt aber an, dass ihm weder der Lehrer noch die Schaffenszeit des Künstlers bekannt sind. Eine ähnliche Statue mit unbekanntem Erschaffer beschreibt er auch als Votivgabe aus Leontinoi. Dieser Bildtypus kam erstmals seit etwa 530 v. Chr. auf, wurde in der Bildhauerei, in Kleinplastiken und auf Münzen bis zur Mitte des 5. Jahrhunderts v. Chr. weitergeführt und verschwand danach vollständig. Die Schaffenszeit des Aristonous lässt sich daher auf diesen Zeitraum eingrenzen.